# Knjazjna Meri
Knjazjna Meri (russisk: Княжна Мери) er en sovjetisk spillefilm fra 1955 af Isidor Annenskij.

## Medvirkende
- Anatolij Verbitskij som Petjorin
- K. Sanova som Mary
- Karina Sjmarinova
- Leonid Gubanov som Grusjnitskij
- Mikhail Astangov som Verner